# Vrouwenverdriet
Vrouwenverdriet is een buurtschap van de voormalige zelfstandige Zaanse gemeente Assendelft dat nu deel uitmaakt van de gemeente Zaanstad. Het is gelegen aan de Nauernasche Vaart nabij de watertoren van Assendelft. De naam zou ontleend zijn aan een herberg, die daar rond 1630 heeft gestaan en waar de gravers van de Nauernasche Vaart hun loon verdronken.
In Vrouwenverdriet is een weerstation gevestigd. In de buurtschap stond in de 18e en 19e eeuw een watermolen die de naam De Student droeg.
Buurtschap "Vrouwenverdriet" aan de Nauernasche Vaart.
Noord-Holland: Steden en dorpen in Noord-Holland      Nederland: Provincies · Gemeenten